# 34236 Firester
34236 Firester este o planetă minoră (asteroid), cu un diametru de 5,908 km, din centura de asteroizi. A fost descoperită pe 28 august 2000 la Experimental Test Site⁠(d) de Lincoln Near-Earth Asteroid Research. 
Obiectul prezintă o orbită caracterizată de o semiaxă mare de 2,8883379 UAi, o excentricitate de 0,04, o înclinație de 2,84827 ° în raport cu ecliptica.